# William Dameshek
William Dameshek (ur. 22 maja 1900 w Woroneżu; zm. 6 października 1969) – amerykański hematolog. Studiował na Harvardzie. W 1946 założył specjalistyczne czasopismo "Blood". Był twórcą terminu "zespoły mieloproliferacyjne" w odniesieniu do grupy chorób odznaczających się nadmiernym rozrostem elementów morfotycznych krwi. American Society of Hematology w uznaniu jego zasług nazwało jedną z przyznawanych przez siebie nagród – nagrodą Damesheka.